# نينا فوينتيس
نينا فوينتيس (بالإنجليزية: Nina Fuentes) هي تاجرة أعمال فنية أمريكية، ولدت في 5 أبريل 1968 في كاراكاس في فنزويلا.